# Пригожин, Александр Романович
Алекса́ндр Рома́нович Приго́жин (12 апреля 1913, Москва, Российская империя — 7 мая 1991, Брюссель, Бельгия) — бельгийский орнитолог.

## Биография
Родился в семье фабриканта, инженера-химика Рувима Абрамовича Пригожина (?, Могилёв — 1974) выпускника Императорского Московского технологического училища, и пианистки, студентки Московской консерватории Юлии Лейвиковны Вихман (1892, Гомель — ?). Его младший брат Илья Пригожин (1917—2003) — лауреат Нобелевской премии по химии. В 1921 году семья покинула Советскую Россию, жила сначала в Литве, Германии, затем обосновались в Бельгии. Окончив Брюссельский свободный университет, он в 1938 году отправился в Бельгийское Конго как специалист по полезным ископаемым.
В 1946 году Александр Романович по совету зоолога Анри Шутедена решил заняться исследованием птиц на востоке Бельгийского Конго. 
Имя Пригожина увековечено в названиях четырёх новых видов птиц (в родах Phodilus (Pholidus prigoginei), Caprimulgus (Caprimulgus prigoginei), Chlorocichla (Chlorocichla prigoginei) и Nectarinia) и многих подвидов, а также в названиях двух видов млекопитающих и одного вида змей. Сам он описал пять видов птиц: Glaucidium albertinum, Schoutedenapus schoutedeni, Turdus kibalensis, Muscicapa itombwensis и Apalis kaboboensis, — а также целый ряд подвидов. Кроме того, он провёл ревизию многих таксонов птиц. Он посвятил орнитологии 94 статьи.